# Anđelo Šetka
Anđelo Šetka (Spalato, 14 settembre 1985) è un ex pallanuotista croato.

## Palmarès

### Club

#### Trofei nazionali
- Campionato montenegrino: 1

Primorac: 2007-08
- Coppa del Montenegro: 1

Primorac: 2008-09
- Campionato croato: 3

Primorje: 2013-14, 2014-15
Jadran Spalato: 2022-23
- Kup Hrvatske: 4

Primorje: 2012-13, 2013-14, 2014-15
Jadran Spalato: 2021-22

#### Trofei internazionali
- Coppa dei Campioni/Eurolega: 1

Primorac: 2008-09
- Supercoppa LEN: 1

Primorac: 2009
- Lega Adriatica: 3

Primorje: 2012-13, 2013-14, 2014-15

### Nazionale
- Olimpiadi

Rio de Janeiro 2016 
- Mondiali

Budapest 2017: 
Kazan' 2015: 
Barcellona 2013: 
Gwangju 2019: 
- Europei

Barcellona 2018: 
- Coppa del Mondo

Almaty 2014: 
- World League

Almaty 2012: 
Bergamo 2015: 
Belgrado 2019: 
Ruza 2017: 
- Giochi del Mediterraneo

Mersin 2013: